# Terpsichore (Haendel)

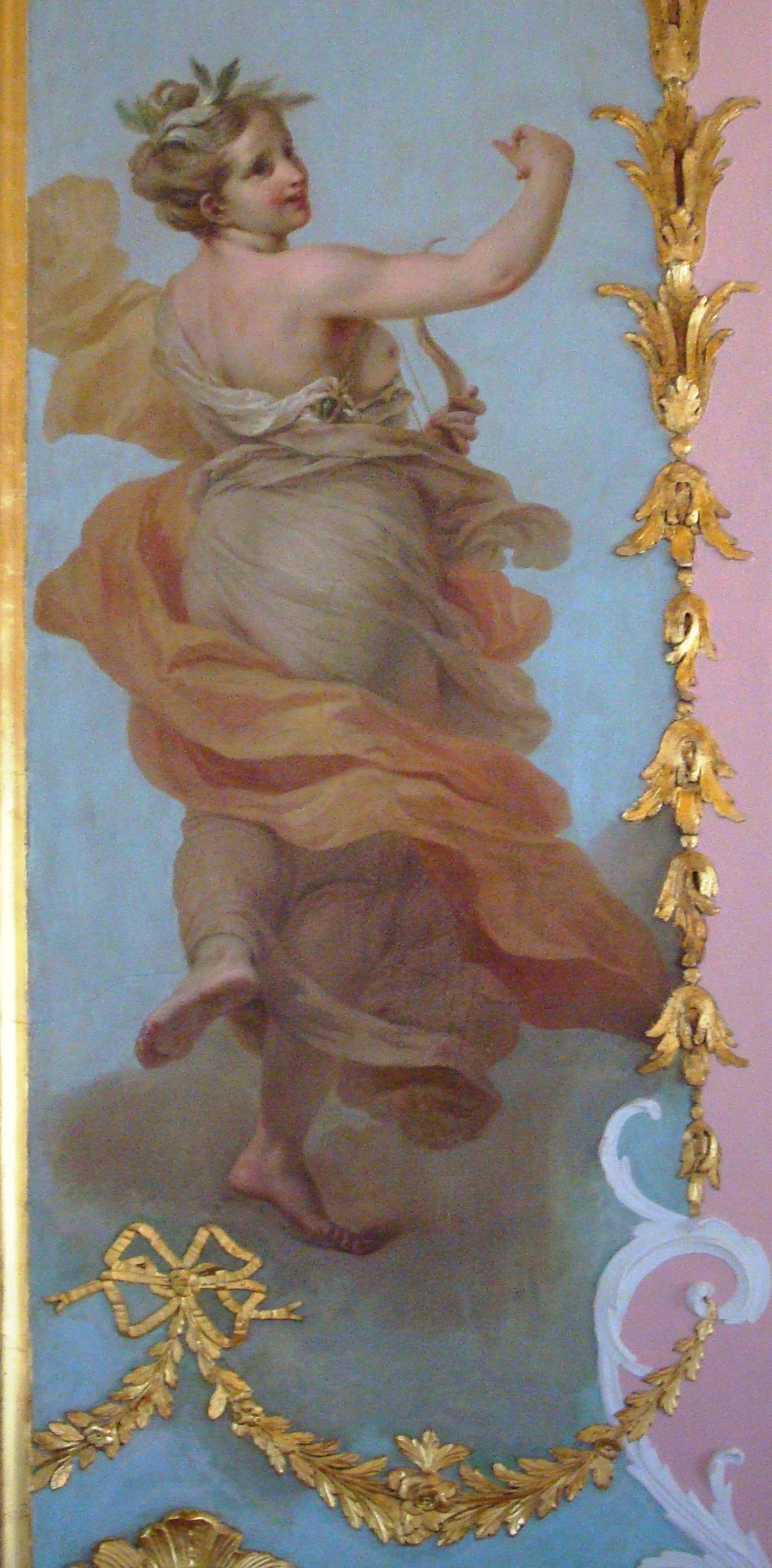
Terpsichore dansant

Terpsichore (HWV 8b) est un prologue en forme d'opéra-ballet en un acte de Georg Friedrich Haendel. Il compose cette œuvre en 1734 pour produire une nouvelle version de son opéra pastoral Il pastor fido qui date de 1712. 
La révision d'Il pastor fido avec Terpsichore en tant que prologue a été créée le 9 novembre 1734 à Londres au théâtre de Covent Garden et fait l'ouverture de la première saison de Haendel dans ce théâtre nouvellement construit. Terpsichore (« New Dramatic Entertainment of Musick ») combine les danses avec les airs solistes et le chant choral ; l'œuvre est conçue selon les modèles de l'opéra-ballet à la française, une source particulière étant Les festes grecques et romaines de Louis Fuzelier (pour le livret) et Colin de Blamont (pour la musique), spectacle présenté à Paris en 1723 et dont les personnages sont les mêmes (avec en plus la muse Clio).  
L'œuvre mettait en vedette la fameuse danseuse française Marie Sallé ainsi que de célèbres chanteurs italiens de la troupe lyrique de Haendel et a été un succès auprès du public du temps,,.
La musique est largement reprise de compositions antérieures, notamment d' Il Parnasso in festa ; cependant Haendel parvient à lui donner une allure toute française : ce trait se retrouvera l'année suivante dans des passages dansés d'Ariodante qui à l'origine ont été prévus pour utiliser les talents de Marie Sallé.     

## Historique
Il pastor fido, opéra dans le genre pastoral, date de 1712, mais n'a pas reçu un grand succès lors de sa création, probablement par le fait que son action ne fait pas appel, comme le précédent opéra de Haendel présenté en 1711, Rinaldo, à un déploiement extraordinaire d'effets théâtraux et spectaculaires ainsi que d'émotions et de pathétique qui ont véritablement enthousiasmé le public londonien par sa nouveauté.  
Plus de vingt ans après, Haendel remanie son ancienne partition et présente donc une nouvelle version de l'opéra avec, en rôle principal, le fameux castrat Giovanni Carestini nouvellement embauché. La production de ce nouveau spectacle clôt la saison 1733-1734 du King's Theatre de Haymarket, et cette fois avec un succès tel que Haendel décide d'inaugurer la saison suivante, quelques mois plus tard dans son nouveau théâtre de Covent Garden, par une reprise d'Il Pastor fido, cette fois précédé d'un prologue dansé à la française, lui permettant d'exploiter à son avantage les talents de Marie Sallé, une danseuse de renom international venue de Paris. Celle-ci dansera d'ailleurs un peu plus tard dans Ariodante et Alcina. 
Comme tous les opéras serias, Il pastor fido et son prologue Terpsichore ont disparu du répertoire des maisons d'opéra pendant des décennies ; le regain  d'intérêt pour la musique baroque et pour l'interprétation dite « historiquement informée » des œuvres du passé initiée dans les années 1960, on a recommencé à programmer Terpsichore lors des festivals et dans les maisons d'opéra, soit en tant que prologue à Il pastor fido, soit comme pièce de concert indépendante, soit avec une mise en scène chorégraphique, par exemple au Théâtre Manoel à Malte ou dans le cadre du Château de Versailles en 2013.

## Distribution

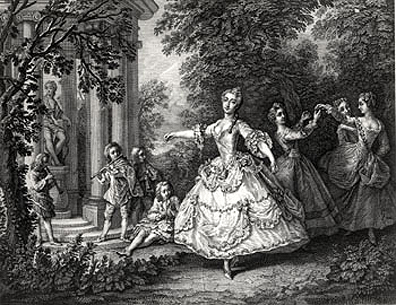
Marie Sallé

| Rôle                             | Voix                  | Première, 9 novembre 1734 |
| -------------------------------- | --------------------- | ------------------------- |
| Apollo                           | castrat Mezzo-soprano | Giovanni Carestini        |
| Erato, muse de la poésie lyrique | soprano               | Anna Maria Strada         |
| Terpsichore, muse de la danse    | (danseuse)            | Marie Sallé               |

## Résumé de l'action
Erato, muse de la poésie lyrique et ses suivantes appellent Apollon, qui descend du ciel avec d'autres Muses. Ils réclament Terpischore. Celle-ci arrive, accompagnée de ses disciples tous vêtus différemment pour illustrer les différents caractères de la danse. Terpsichore se met à danser et donne une démonstration du pouvoir de la danse et illustre la diversité des émotions par ses différents pas de danse, qu'Apollon et Erato commentent. Les chanteurs solistes et le chœur se joignent pour louer les actes vertueux des personnes pleines de sagesse qui vont être célébrées dans la suite de l'opéra,.

## Contexte et analyse

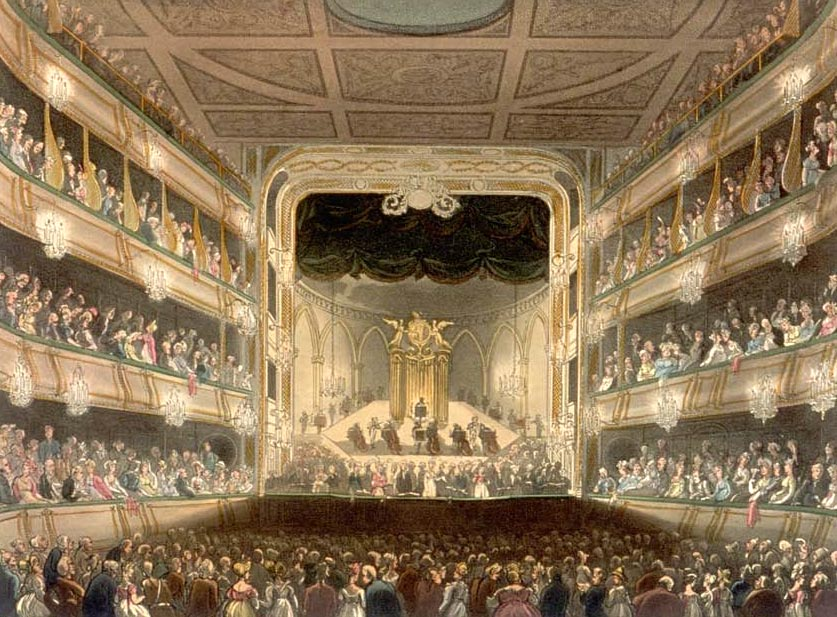
Une image du théâtre de Covent Garden où Terpsicore a d'abord été réalisée

Après ses débuts dans l'opéra à Hambourg puis son séjour de plus de trois ans en Italie, Haendel est venu s'installer à Londres où, en 1711, il a importé l'opéra italien pour la première fois avec Rinaldo dont le grand succès avait suscité l'engouement du public londonien pour l'opera seria avec ses arias solistes virtuoses intercalés de récitatifs. Ce fut le début d'une longue production d'opéras en italien, diversement couronnés de succès.      
À la fin de la saison de 1734, le bail de Haendel sur le King's Theatre de Haymarket prenait fin et il trouva un autre lieu pour son activité de producteur d'opéras : le nouveau théâtre de Covent Garden construit par John Rich. Il Pastor Fido, avec son nouveau prologue Terpsichore qui venait d'être composé ouvrit la saison suivante. C'est le seul exemple d'un opéra de Haendel avec prologue, dont le modèle peut-être trouvé dans les importants prologues qui ouvrent les premières œuvres de Jean-Philippe Rameau, combinaison  d'airs d'opéra, de récitatifs, de chœurs et de scènes dansées.
L'ouvrage débute par un chœur, suivi par un aria de bravoure pour Apollon et pour Erato. Terpsichore démontre la puissance de la danse dans une série de mouvements de danse contrastés, séparés par des chants, duos ou solos. L'œuvre s'achève par une louange de la vertu et de la sagesse associant solistes, choristes et danseurs.

## Enregistrement
Katalin Farkas, soprano, Derek Lee Ragin, contre-ténor, Capella Savaria, chef d'orchestre Nicolas Macgegan (1995, Hungaroton HCD 31193) Modèle:OCCL